# Bahnstrecke Munster–Col de la Schlucht
| Zug auf dem oberen Abschnitt der Strecke |                     |                                  |                           |
| Kursbuchstrecke: | 315M                |                                  |                           |
| Streckenlänge: | 10,9 km             |                                  |                           |
| Spurweite: | 1000 mm (Meterspur) |                                  |                           |
| Stromsystem: | 750 V =             |                                  |                           |
| Maximale Neigung: | 220 ‰               |                                  |                           |
| Zahnstangensystem: | Strub               |                                  |                           |
| |                     |                                  |                           |
| \| \| \| von Colmar \| \| \| \| \| Münster \| \| \| \| \| \| \| \| \| \| Depot \| \| \| \| 0,0 \| Münster (382 m) \| Münster (382 m) \| \| \| \| nach Metzeral \| \| \| \| \| Munster Centre \| \| \| \| \| Route d'Hohrod \| \| \| \| 2,35 \| Stoßweier \| Stoßweier \| \| \| 3,4 \| Ampfersbach \| Ampfersbach \| \| \| \| Schmeltzwasen[Anm. 1] \| \| \| \| 5,4 \| Sägmatt \| Sägmatt \| \| \| 6,0 \| Grossmatt (525 m) \| Grossmatt (525 m) \| \| \| 6,2 \| Beginn Zahnstange \| Beginn Zahnstange \| \| \| 9,0 \| Ende Zahnstange \| Ende Zahnstange \| \| \| 9,2 \| Altenberg (1059 m) \| Altenberg (1059 m) \| \| \| \| Krappenfels-Tunnel (22 m) \| \| \| \| 10,8 \| Schlucht (1139 m) \| Schlucht (1139 m) \| \| \| \| Deutsch-französische Grenze \| \| \| \| \| La Schlucht (1139 m) \| \| \| \| \| Bahnstrecke Gérardmer–Le Hohneck \| \| |                     |                                  |                           |
| Strecke |                     | von Colmar                       | von Colmar                |
| Bahnhof |                     | Münster                          | Münster                   |
| Strecke von links (außer Betrieb) · Kreuzung (Querstrecke außer Betrieb) · Strecke von rechts (außer Betrieb) |                     |                                  |                           |
| Strecke (außer Betrieb) · Strecke · Betriebs-/Güterbahnhof Streckenende (Strecke außer Betrieb) |                     | Depot                            | Depot                     |
| Bahnhof (Strecke außer Betrieb) · Strecke | 0,0                 | Münster (382 m)                  | Münster (382 m)           |
| Strecke (außer Betrieb) · Strecke nach links |                     | nach Metzeral                    | nach Metzeral             |
| Haltepunkt / Haltestelle (Strecke außer Betrieb) |                     | Munster Centre                   | Munster Centre            |
| Haltepunkt / Haltestelle (Strecke außer Betrieb) |                     | Route d'Hohrod                   | Route d'Hohrod            |
| Bahnhof (Strecke außer Betrieb) | 2,35                | Stoßweier                        | Stoßweier                 |
| Bahnhof (Strecke außer Betrieb) | 3,4                 | Ampfersbach                      | Ampfersbach               |
| Haltepunkt / Haltestelle (Strecke außer Betrieb) |                     | Schmeltzwasen                    | Schmeltzwasen             |
| Bahnhof (Strecke außer Betrieb) | 5,4                 | Sägmatt                          | Sägmatt                   |
| Bahnhof (Strecke außer Betrieb) | 6,0                 | Grossmatt (525 m)                | Grossmatt (525 m)         |
| | 6,2                 | Beginn Zahnstange                | Beginn Zahnstange         |
| | 9,0                 | Ende Zahnstange                  | Ende Zahnstange           |
| Bahnhof (Strecke außer Betrieb) | 9,2                 | Altenberg (1059 m)               | Altenberg (1059 m)        |
| Tunnel (Strecke außer Betrieb) |                     | Krappenfels-Tunnel (22 m)        | Krappenfels-Tunnel (22 m) |
| Haltepunkt / Haltestelle Streckenende (Strecke außer Betrieb) | 10,8                | Schlucht (1139 m)                | Schlucht (1139 m)         |
| |                     | Deutsch-französische Grenze      |                           |
| Kopfbahnhof Streckenanfang (Strecke außer Betrieb) |                     | La Schlucht (1139 m)             | La Schlucht (1139 m)      |
| |                     | Bahnstrecke Gérardmer–Le Hohneck |                           |

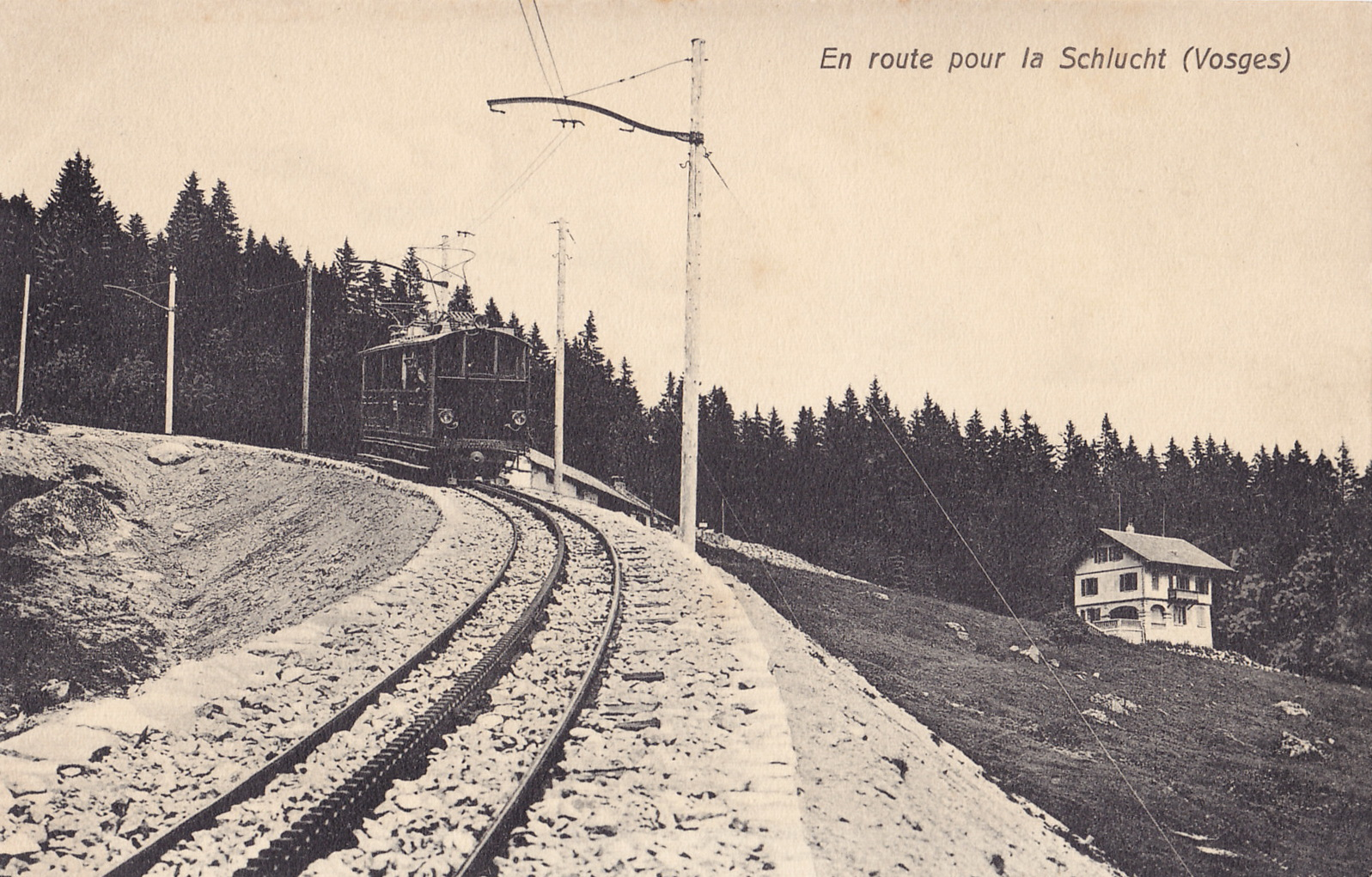
Zahnstangenabschnitt

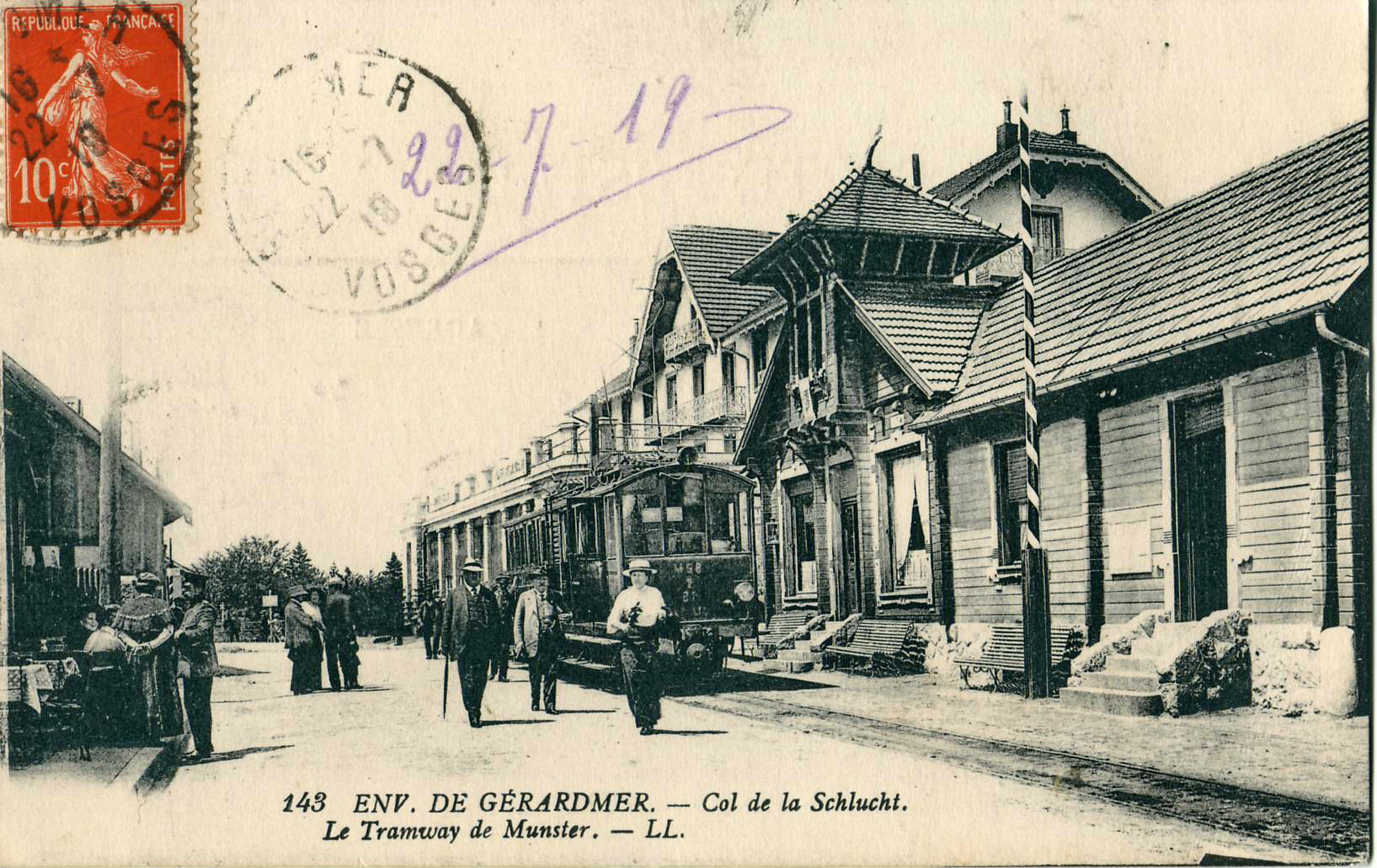
Bergstation Schlucht

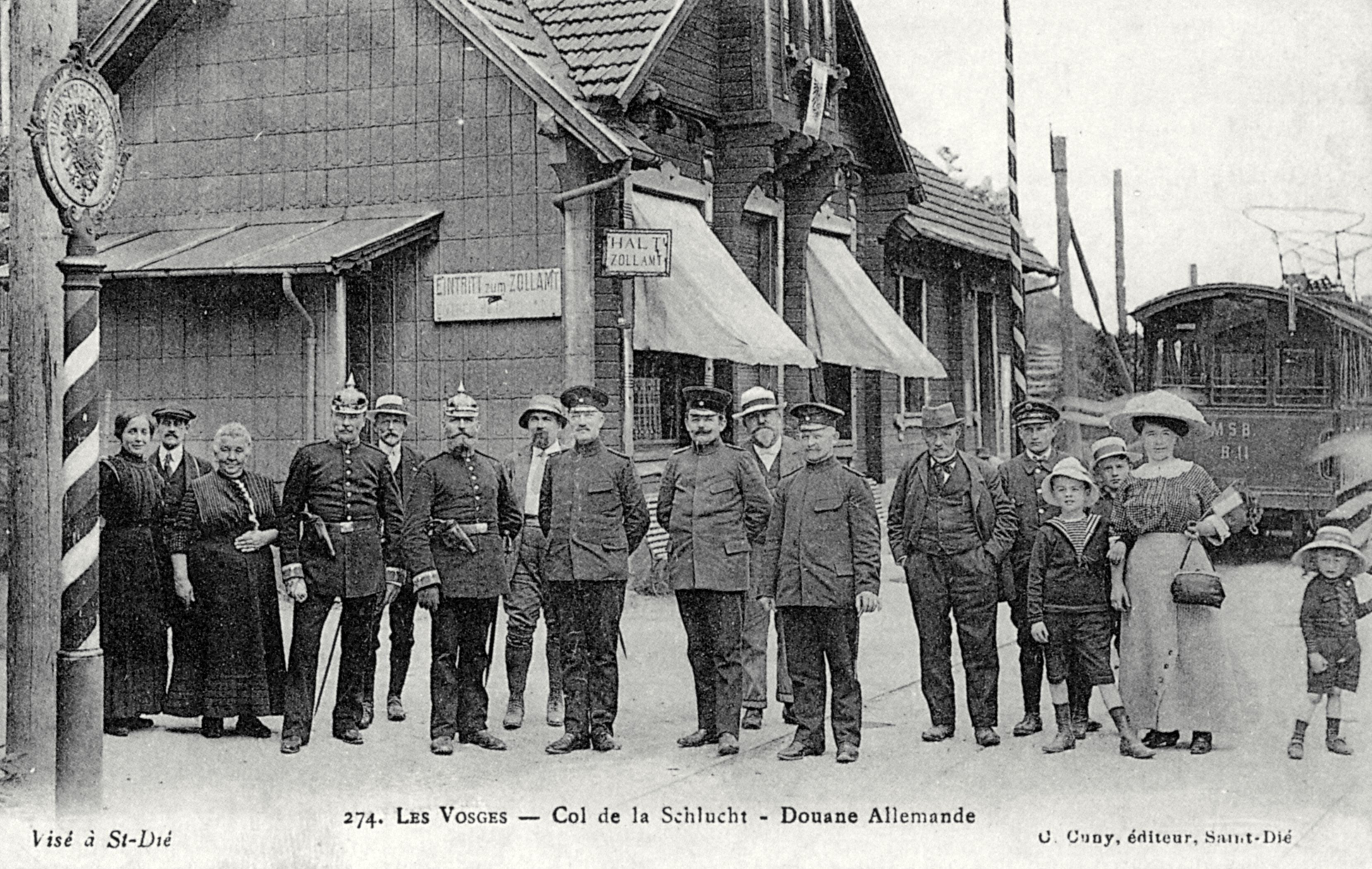
Deutscher Zoll am Col de la Schlucht (hinten rechts: Ein Triebwagen der MSB)

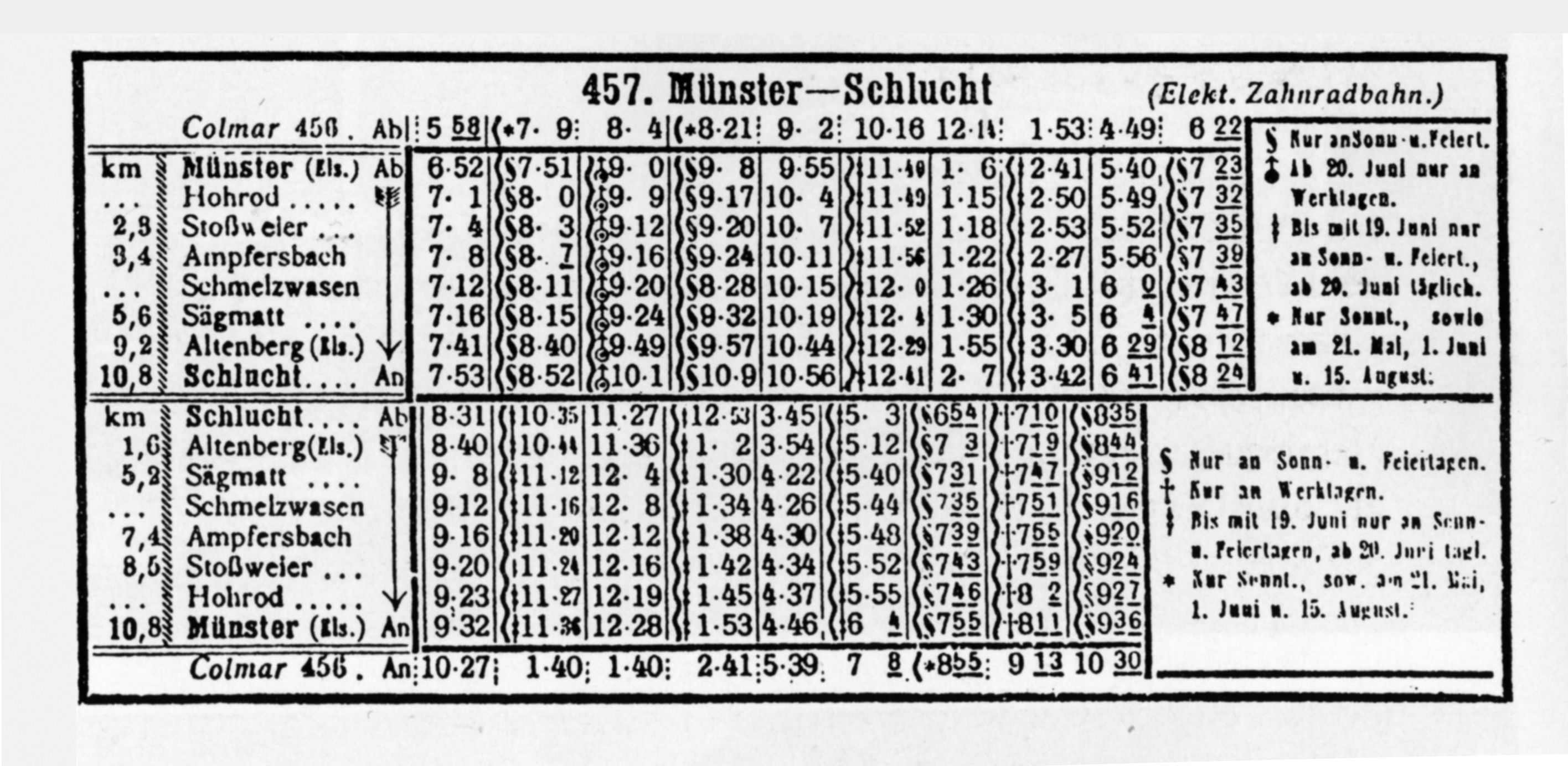
Letzter Fahrplan, Sommer 1914

Die Bahnstrecke Munster–Col de la Schlucht (Münsterschluchtbahn – M.Sch.B) war eine Zahnrad- und Schmalspurbahn, die in den Vogesen den touristischen Zielpunkt Col de la Schlucht anfuhr. Sie wurde von 1907 bis 1914 betrieben.

## Geografische Lage
Die Bahnstrecke führte über 10,88 km vom Bahnhof Münster (heute: Munster) auf einer Höhe von 382 m an der normalspurigen Bahnstrecke Colmar–Metzeral der Reichseisenbahnen in Elsaß-Lothringen (EL) auf den Col de la Schlucht, einen Pass über den Kamm der Vogesen auf 1139 m Höhe. Entlang dieses Kamms verlief seit 1871 die deutsch-französische Grenze. Die Straßenverbindung zwischen Münster und Col de la Schlucht war 18 km lang. Zwischen Altenberg und dem Pass verlief die Strecke am Straßenrand und teilte mit ihr einen kleinen Tunnel von 22 m Länge. Am Col de la Schlucht endete die Münsterschluchtbahn direkt an der Grenze, aber ohne Verbindung mit der von der französischen Seite kommenden, ebenfalls meterspurigen Bahnstrecke Gérardmer–Le Hohneck der Tramway de Gérardmer (TG), die das Ausflugsziel von dort erschloss. Die Entfernung zwischen den nicht verbundenen Endpunkten beider Bahnen betrug etwa 100 m, dazwischen lag die Grenze.

## Geschichte
Die Bahnstrecke wurde 1905 an einen Unternehmer auf 75 Jahre konzessioniert. Der Bau erfolgte als Generalunternehmer durch die Elektrizitätsgesellschaft Alioth unter persönlicher Beteiligung von Emil Strub. Am 16. Mai 1907 konnte die Strecke eingeweiht und der Verkehr aufgenommen werden. Für den Betrieb wurde kurz darauf die Elektrizitäts- und Bahngesellschaft Münster-Schlucht (MSchB) gegründet.
Der Betrieb wurde bei Ausbruch des Ersten Weltkriegs 1914 eingestellt, die elektrischen Anlagen und Fahrzeuge im Zuge des Krieges zerstört und nicht wieder aufgebaut. Nur ihr oberer Teil, von Schlucht bis Altenberg, wurde während des Krieges von französischen Pionieren genutzt, die dafür die französische Schmalspurbahn mit dem deutschen Gleis verbanden, aber keine Fahrzeuge für den Betrieb der Zahnradstrecke besaßen. Nach dem Weltkrieg entstanden Projekte, die Strecke wieder auf- oder neu zu bauen. Davon wurde aber keines umgesetzt.

## Technische Parameter

### Infrastruktur
Die Münsterschluchtbahn war in 1000 mm-Spur ausgeführt und mit 750 Volt elektrifiziert. Im Bahnhof von Munster querte das Gleis der Bahn die normalspurige Strecke Colmar–Metzeral der EL niveaugleich. Zwischen den Bahnhöfen Grossmatt und Altenberg befand sich der Zahnstangenabschnitt nach dem System von Strub mit einer maximalen Steigung von 220 ‰, die maximale Neigung im Adhäsionsbetrieb betrug 55 ‰. Das Depot befand sich in Münster, jenseits der Staatsbahngleise. Der obere Endpunkt am Col des la Schlucht hatte keine Ausweichmöglichkeit.
Das Kraftwerk der Elektrizitäts- und Bahngesellschaft Münster-Schlucht befand sich in Münster auf dem Gelände, auf dem auch das Depot der Bahn untergebracht war. Es erzeugte Strom mit einer Spannung von 7000 Volt bei 50 Hz. Zur Versorgung der Bahn wurde der Strom zu einem Unterwerk am Fuß des Zahnstangenabschnitts geleitet, das ihn in Gleichspannung zu 750 V umwandelte.

### Fahrzeuge
Die Strecke befuhren elektrischen Triebwagen, die ein Schweizer Konsortium lieferte: Die Schweizerische Lokomotiv- und Maschinenfabrik (SLM) erstellte den mechanischen Teil, die Elektrizitätsgesellschaft Alioth lieferte die elektrische Ausstattung und die Wagenkästen stammten von der Schweizerischen Industrie-Gesellschaft in Neuhausen. Es gab
- drei Triebwagen mit Zahnradantrieb, nummeriert als BP 1, BP 2 und BP 3, die 17 km/h in Adhäsions- und 7,5 km/h ihm Zahnradbetrieb erreichen konnten und je vier voneinander unabhängige Bremssysteme hatten, und
- einen Adhäsions-Triebwagen, der nur den Talabschnitt Munster–Grossmatt befahren konnte und die Nummer B 4 trug.

Außerdem gab es fünf Beiwagen, zwei Güterwagen und einen besonders ausgerüsteten Wagen für Arbeiten an der Oberleitung.

## Verkehr
Die Strecke wurde im Kursbuch unter der Streckennummer 315M geführt. Der obere Teil der Strecke wurde nur im Sommerhalbjahr betrieben, der Abschnitt zwischen Munster und Grossmatt ganzjährig, teilweise aber „nur bei Bedarf“. Im Sommer enthielt der Fahrplan an Sonn- und Feiertagen maximal 9 Zugpaare, wobei sich die Züge auf halber Strecke kreuzten. die gesamte Fahrt dauerte eine Stunde. Aus Sicherheitsgründen wurden Züge zwischen Grossmatt und La Schlucht – sowohl im Zahnstangenbereich als auch im anschließenden Adhäsionsabschnitt – immer mit dem Triebfahrzeug an der Talseite gefahren.

## Wissenswert
Während der Zeit ihres Betriebes war der Endbahnhof Schlucht der höchstgelegene Bahnhof in Deutschland.